# آسپوکسی‌سیلین
آسپوکسی‌سیلین (انگلیسی: Aspoxicillin) یک داروی آنتی‌بیوتیک از دسته بتا-لاکتام است. ایندلرد  یک شکل تزریقی پنی‌سیلین است که در برابر باکتری‌های گرم مثبت و گرم منفی، از جمله باسیلوس فراژیلیس که در برابر سایر آنتی‌بیوتیک‌های بتا-لاکتام مقاوم است، بسیار فعال است. این دارو برای استفاده در ژاپن تأیید شده است.